# David Mobärg
David Mobärg, né le 17 mai 1999, est un skieur acrobatique suédois spécialisé dans les épreuves de skicross. Il est le frère d'Erik Mobärg pratiquant la même discipline.

## Palmarès

### Championnats du monde
- Championnats du monde 2023 : 
  -  Médaille d'or en skicross par équipe.

### Coupe du monde
- 1 gros globe de cristal :
  - Vainqueur du classement skicross en 2024.
- 18 podiums dont 11 victoires en skicross.

#### Détails des victoires
| Épreuve / Édition | Ski Cross                            | Total |
| ----------------- | ------------------------------------ | ----- |
| 2020-2021         | Arosa                                | 1     |
| 2021-2022         | Arosa Nakiska Veysonnaz              | 3     |
| 2022-2023         | Idre Fjäll Reiteralm Veysonnaz       | 3     |
| 2023-2024         | Bakouriani Veysonnaz Idre Fjäll (x2) | 4     |